# 擬龜殼花
擬龜殼花（學名：Macropisthodon rudis），又名偽蝮蛇（英文：Red Keelback、False Viper、或False Habu）、稜鱗蛇、假龜殼花、頸稜蛇，是蛇亞目、游蛇科、頸稜蛇屬之下的一種胎生無毒蛇類，主要分佈在中國大陸中、南部和台灣1500公尺以下地區，其外貌與龜殼花十分相似，藉以達到擬態、躲避天敵的效果。

## 特徵
中型蛇類，體形粗胖，頭頂扁平，瞳孔圓形，尾短，體背灰褐色，上有兩列黑褐色的似橢圓形班塊，且夾雜較小的不規則狀斑紋。外貌與龜殼花類似，但是擬龜殼花的頭部比龜殼花還要圓一些，身長約80-120公分。

## 習性
主要棲息在低海拔山區或溪澗的闊葉林中，以鼠類、蛙類為主食、亦補食蜥蜴和蚯蚓。受干擾時會把頭壓低，使其更趨於扁平、三角形狀，做出類似腹蛇科的毒蛇姿態以嚇阻天敵，但其實攻擊性不強。多於夏秋時生產。

## 與龜殼花的差異
從生活環境來說，擬龜殼花多分布於1500米以下地區，而龜殼花的生存海拔範圍為82至2200米；而從外觀看來，擬龜殼花的頭部較龜殼花圓些、體背花紋相對於龜殼花為較規則的橢圓形、頭頂顏色一致，沒有大塊雲班
。綜合以上幾點，其實不難與龜殼花分別。

## 外部連結
- 擬龜殼花 （页面存档备份，存于）